# きらきらキラー
「きらきらキラー」は、2014年6月11日にunBORDEから発売されたきゃりーぱみゅぱみゅのCD付きグッズ(WPZL-30858)。きゃりーのオフィシャルサイトやワーナーミュージック・ジャパンのサイトなどでは「シングル」と位置づけられている。
アップテンポな表題曲は中田ヤスタカが「ラッキー」をテーマに書き下ろしたものであり、アルバム『ピカピカふぁんたじん』のリード曲となった。きゃりー本人はこの曲を「実は“きらきら殺し”という意味も秘められた不思議な楽曲」と紹介している。
この商品は、ワールドツアー『NANDA COLLECTION WORLD TOUR 2014』の期間中、DVD&BD『きゃりーぱみゅぱみゅのマジカルワンダーキャッスル』のリリースと同時に、7777セット完全限定生産で販売された。価格は税抜きで1777円。グッズとして、表題曲のテーマにちなみ7種の「ラッキーグッズ」が用意された。

## 商品内容
- ラッキーグッズ1 - きゃりーちゃんサイン入りミニポスター。
- ラッキーグッズ2 - きらきらきらステッカー。
- ラッキーグッズ3 - 夏に向けたビニールバッグ。商品は全てこれに収納されている[3]。
- 抽選応募券 - ラッキーグッズ4・5・6・7の抽選用。
  - ラッキーグッズ4 - きらきらきらシュシュ。（抽選で777名）
  - ラッキーグッズ5 - きらきらキラーのミュージックビデオとおそろい矢が刺さったTシャツ。（抽選で777名）
  - ラッキーグッズ6 - きらきらキラーミュージックビデオのきゃりーとおそろい風マスク。（抽選で77名）
  - ラッキーグッズ7 - きゃりーちゃん愛用私物。（抽選で1名）
- CD（2曲収録） - 7インチ紙ジャケ仕様。

## 収録曲
全作詞作曲：中田ヤスタカ
1. きらきらキラー 【4:16】
auの「auスマートパス『アプリ』」篇のCMソングとして、2014年3月14日からタイアップされた。
2. きらきらキラー -extended mix- 【5:10】

## アートワーク
CDアートワーク・クレジットは以下の通り。
- アートディレクター、デザイナー - STEVE NAKAMURA
- ヘア・メイク - 小西 神士
- スタイリスト - 飯嶋久美子
- フォトグラファー - 半沢健

## ミュージックビデオ
冒頭できゃりーがハート形の矢で胸を射抜かれ殺されて体外離脱し、それから死後の世界での活躍を経てやがて悟りを開くというストーリーが、モノトーンを基調としながらもポップで華やかに描写され、きゃりーらしいユーモアが表現されている。
監督の田向潤は制作にあたり、まず最初に「きゃりー、死んじゃおう！」というアイデアを思いつき、きゃりーも「ダークファンタジーをやりたい」と応じたため、きゃりーが死後の世界で世の中の秘密を知るというあらすじを決めていった。きゃりーは「きらきらかわいいポップスの裏テーマとして、“きらきらの殺し屋”という含みのダークファンタジーを絶対的に表現したかった」と述べている。田向は「裏設定」として、最初のAメロBメロできゃりーが宗教的な死生観（具体的なモチーフとしては骸骨や卵）を体験し、次のAメロBメロで科学的な世界の秘密（万有引力や相対性理論）を知るというプロットを紹介している。
きゃりーは企画段階から入念に打ち合わせの上、2日にわたる撮影を5月に行なった。今回のきゃりーの衣装は2パターンあり、2週間かけて制作された。メインとなるのは不気味な世界観を表現した、今までのきゃりーにはないダークな雰囲気のコスチューム。球型の発泡スチロールでモコモコした腕やスカートは雨雲を、対照的にすっきりした銀色の胴体部分は甲冑をモチーフとし、異世界で戦うきゃりーをイメージしている。終盤で衣装がパステルと白に切り替わるシーンは「悟りを開いたきゃりーぱみゅぱみゅ＝進化」を表現している。
田向は曲の疾走感・移動感をうまく表現するため、4D Views という手法を使った。これは特殊な施設を使って人物の動作をミリ秒単位で立体的にスキャンし、そのデータを基に本来はクレーンやレールを使うカメラワークをコンピュータ上で再現するというものだが、画質は落ちるため主に引き絵で使い、寄せ絵では実際に撮影したものを使って粗が出ないよう構成した。
並んだスピーカの前できゃりーがギターをかき鳴らすシーンは ASIAN KUNG-FU GENERATION のゴッチ（後藤正文）のオマージュであり、「リライト」のミュージックビデオが元ネタである。これはレコーディングの際にきゃりーがスタッフたちから「ゴッチっぽく歌って」と言われていたことによる。
ミュージックビデオの制作スタッフは次の通り。
- 演出・監督 - 田向潤
- スタイリスト - 飯嶋久美子